# Ley de Seguridad en Línea de 2023
La Ley de Seguridad en Línea de 2023 (en inglés: Online Safety Act 2023) (c. 50) es una ley del Parlamento del Reino Unido que regula el contenido en línea. Se aprobó el 26 de octubre de 2023 y otorga al Secretario de Estado competente la facultad de designar, suprimir y registrar una amplia gama de contenido en línea que el Reino Unido considera ilegal o perjudicial para los menores de edad.
La Ley crea un nuevo deber de diligencia para las plataformas en línea, exigiéndoles que tomen medidas contra el contenido ilegal o legal que pueda ser perjudicial para los menores, siempre que estos puedan acceder a él. Las plataformas que incumplan esta obligación se expondrán a multas de hasta 18 millones de libras esterlinas o el 10 % de su facturación anual, la cantidad que sea mayor. También faculta a Ofcom para bloquear el acceso a determinados sitios web. Sin embargo, obliga a las grandes plataformas de redes sociales a no eliminar y a preservar el acceso a contenido periodístico o de importancia democrática, como los comentarios de los usuarios sobre partidos y temas políticos.
La Ley también exige que las plataformas, incluidas las de mensajería con cifrado de extremo a extremo, detecten pornografía infantil, lo cual, según los expertos, no es posible implementar sin socavar la privacidad de los usuarios. El gobierno ha declarado que no tiene intención de aplicar esta disposición de la Ley hasta que sea técnicamente viable. La Ley también obliga a las plataformas tecnológicas a implementar sistemas que permitan a los usuarios filtrar mejor el contenido dañino que no desean ver.
La legislación ha suscitado críticas tanto en el Reino Unido como en el extranjero por parte de políticos, académicos, periodistas y organizaciones de derechos humanos, que afirman que supone una amenaza para el derecho a la privacidad y la libertad de expresión. Los partidarios de la Ley afirman que es necesaria para la protección de los infantes. La Agencia Nacional contra el Crimen afirmó que la legislación «protegería a los niños» de los daños en línea. La Sociedad Nacional para la Prevención de la Crueldad contra los Niños (NSPCC) afirmó que la aprobación de la Ley era «un día trascendental para los niños» que ayudaría a prevenir el abuso. La Fundación Wikimedia y Wikimedia UK han declarado que no implementarán la verificación de edad ni los controles de identidad, y en 2023 solicitaron a los legisladores que eximieran a las plataformas de interés público del ámbito de aplicación de la Ley. En agosto de 2025, la Fundación Wikimedia perdió una impugnación de aspectos de la Ley ante el Tribunal Superior.

## Disposiciones

### Alcance
Dentro del ámbito de aplicación de la Ley se encuentra cualquier «servicio de usuario a usuario». Este se define como un servicio de Internet mediante el cual el contenido generado por un usuario del servicio, o subido o compartido en el servicio por un usuario del mismo, puede ser leído, visto, escuchado o de otra manera experimentado («encontrado») por otro u otros usuarios. El contenido incluye material escrito o mensajes, comunicaciones orales, fotografías, vídeos, imágenes, música y datos de cualquier tipo.
El deber de cuidado se aplica globalmente a los servicios con un número significativo de usuarios en el Reino Unido, que se dirigen a usuarios del Reino Unido, o aquellos que pueden utilizarse en el Reino Unido cuando existen motivos razonables para creer que existe un riesgo material de daño significativo. La idea del deber de cuidado para los intermediarios de Internet fue propuesta por primera vez en Thompson (2016) y se popularizó en el Reino Unido gracias al trabajo de Woods y Perrin (2019).

### Obligaciones
La obligación de cuidado en la Ley se refiere a una serie de deberes específicos para todos los servicios dentro de su ámbito de aplicación:
- La obligación de evaluación del riesgo de contenidos ilícitos
- Las obligaciones sobre contenidos ilícitos
- La obligación sobre los derechos a la libertad de expresión y a la privacidad
- Las obligaciones en materia de información y reparación
- Las obligaciones de mantenimiento de registros y revisión

Para los servicios «a los que es probable que accedan los niños», adoptando el mismo alcance que el Código de Diseño Apropiado para la Edad, se imponen dos obligaciones adicionales:
- Las obligaciones de evaluación de riesgos de los niños
- Las obligaciones de proteger la seguridad de los niños en línea

Para los servicios de «categoría 1», que se definirán en la legislación secundaria pero están limitados a las plataformas globales más grandes, hay cuatro nuevas obligaciones adicionales:
- Las obligaciones de evaluación de riesgos de los adultos
- Las obligaciones de proteger la seguridad en línea de los adultos
- Las obligaciones de protección de contenidos de importancia democrática
- Las obligaciones de protección de los contenidos periodísticos

La Ley faculta a Ofcom, el regulador nacional de las comunicaciones, a bloquear el acceso a determinados servicios entre usuarios o motores de búsqueda del Reino Unido, incluso mediante intervenciones de proveedores de acceso a internet y tiendas de aplicaciones. El regulador también puede imponer, mediante «órdenes de restricción de servicio», requisitos sobre los servicios auxiliares que facilitan la prestación de los servicios regulados.
La Ley enumera, en el artículo 92, como ejemplos (i) los servicios que permiten la transferencia de fondos, (ii) los motores de búsqueda que generan resultados de búsqueda los cuales muestran o promocionan contenido, y (iii) los servicios que facilitan la visualización de publicidad en un servicio regulado (por ejemplo, un servidor o una red publicitaria). Ofcom debe solicitar a un tribunal tanto la Orden de Restricción de Acceso como la Orden de Restricción de Servicio.
El artículo 44 de la Ley también otorga al Secretario de Estado la facultad de ordenar a Ofcom que modifique un proyecto de código de prácticas para la seguridad en línea si se considera necesario por razones de orden público, seguridad nacional o seguridad pública. Ofcom debe cumplir la orden y presentar un proyecto revisado al Secretario de Estado. El Secretario de Estado puede dar a Ofcom instrucciones adicionales para modificar el proyecto y, una vez satisfechas, debe presentar el proyecto modificado ante el Parlamento. Además, el Secretario de Estado puede eliminar u ocultar información antes de presentar la declaración de revisión ante el Parlamento.
La Ley contiene disposiciones que permiten a las entidades elegibles presentar superquejas en nombre de los consumidores. El proceso para hacerlo se estableció en la reglamentación en julio de 2025.

### Limitaciones
La Ley incluye disposiciones para imponer requisitos legales que garanticen que la eliminación de contenido no elimine arbitrariamente ni vulnere el acceso a lo que define como contenido periodístico. Las grandes redes sociales deben proteger el contenido «democráticamente importante», como las publicaciones de los usuarios que apoyan o se oponen a determinados partidos o políticas políticas. El gobierno declaró que los sitios web de los medios de comunicación, así como los comentarios de los lectores en dichos sitios, no están dentro del alcance previsto por la ley.

### Verificación de edad
El artículo 12 de la Ley establece que los proveedores de servicios tienen la obligación de impedir que los niños vean contenido de prioridad primaria que sea perjudicial para ellos. Esto incluye imágenes pornográficas y contenido que fomente, promueva o proporcione instrucciones para trastornos alimentarios, autolesiones o suicidio. La Ley establece que los proveedores de servicios deben utilizar tecnología de verificación o estimación de edad para evitar que los usuarios accedan a contenido de prioridad primaria a menos que tengan la edad adecuada. Esta disposición se aplica a todos los servicios que permiten la disponibilidad de categorías de contenido de prioridad primaria, incluidas las redes sociales y los servicios de pornografía en internet.

### Otras disposiciones
La Ley añade dos nuevos delitos a la Ley de Delitos Sexuales de 2003 : enviar imágenes de los genitales de una persona (Cyberflashing), o compartir o amenazar con compartir imágenes íntimas. La primera condena por Ccyberflashing bajo la nueva ley ocurrió en marzo de 2024 tras una declaración de culpabilidad.
La Ley también actualiza y amplía varios delitos de comunicación existentes. El delito de comunicaciones falsas, contenido en el artículo 179, sustituye al delito previamente tipificado en los artículos 127 (a) y (b) de la Ley de Comunicaciones de 2003. El delito del artículo 127 (1) sigue vigente. Tras los apuñalamientos de Southport de 2024 y los disturbios subsiguientes, varias personas fueron procesadas por difundir deliberadamente noticias falsas. Por ejemplo, Dimitrie Stoica fue encarcelado durante tres meses por afirmar falsamente en una transmisión en vivo de TikTok que estaba huyendo de los alborotadores en Derby.
El artículo 181 tipifica como delito el envío de un mensaje (por medios electrónicos o no electrónicos) que «transmita una amenaza de muerte o daño grave». Este delito puede juzgarse sumariamente o mediante acusación formal.
El artículo 183 tipifica como delito el envío o la exhibición electrónica de imágenes parpadeantes si es razonablemente previsible que una persona con epilepsia se encuentre entre quienes las vean, el remitente tiene la intención de causarle daño y no tiene una excusa razonable. Esto pretende prevenir el troleo de personas con epilepsia.
El artículo 184 tipifica como delito «incitar o ayudar a la autolesión grave». Esto es similar al delito de incitación o ayuda al suicidio, tipificado en la Ley de Suicidio de 1961. La primera condena en virtud de este artículo se produjo en julio de 2025. Tyler Webb utilizó la aplicación de mensajería Telegram para animar a una mujer que había conocido en un foro de apoyo a la salud mental a autolesionarse y enviarle fotos de las lesiones resultantes, e intentar suicidarse mientras él observaba a través de la cámara.

## Recepción
Los partidarios de la ley han dicho que es necesaria para la protección de los niños en línea. Los críticos han dicho que la ley otorga al Gobierno del Reino Unido amplios poderes para regular la libertad de expresión, establecer prioridades de aplicación y presionar a las plataformas para que eliminen contenido sin supervisión judicial.

### Respuestas académicas
Alan Woodward, experto en ciberseguridad de la Universidad de Surrey, calificó las disposiciones de vigilancia de la Ley como «técnicamente peligrosas y éticamente cuestionables», afirmando que el enfoque del gobierno podría reducir la seguridad de internet, no aumentarla. Añadió que la Ley convierte la vigilancia masiva en algo «casi inevitable», ya que las fuerzas de seguridad podrían incurrir en una desviación de sus funciones, justificando «circunstancias excepcionales» para extender las búsquedas más allá de su cometido original. Elena Abrusci, investigadora de la Facultad de Derecho de Brunel, sugiere que la Ley de Vigilancia de la Seguridad (OSA) proporciona una base legal adecuada para que los proveedores de servicios eliminen contenido ilegal, pero no protege adecuadamente a los usuarios de la desinformación y el acoso en línea, elementos necesarios para garantizar la participación política.

### Organizaciones benéficas y de derechos humanos
La Sociedad Nacional para la Prevención de la Crueldad Infantil (NSPCC) afirmó que la aprobación de la Ley era «un día trascendental para los niños» y que ayudaría a prevenir el abuso. Los Samaritanos, que habían presionado para ampliar el alcance del proyecto de ley y proteger a los usuarios vulnerables, también apoyaron con cautela la versión final de la Ley. La organización afirmó que era un paso adelante, pero criticó al gobierno por no cumplir su ambición de convertir al Reino Unido en el «lugar más seguro para navegar en línea».
La organización británica de derechos humanos Artículo 19 advirtió que la Ley es «una legislación extremadamente compleja e incoherente» y «no aborda eficazmente las amenazas a los derechos humanos», como la libertad de expresión y el acceso a la información. Mark Johnson, responsable jurídico y de políticas de Big Brother Watch, afirmó que se trata de una «carta de censura» que socava el derecho a la libertad de expresión y la privacidad. En febrero de 2024, el Tribunal Europeo de Derechos Humanos había dictaminado previamente que exigir un cifrado degradado de extremo a extremo «no puede considerarse necesario en una sociedad democrática» y era incompatible con el artículo 6 del Convenio Europeo de Derechos Humanos.

### Respuestas de la industria
Varios sitios web han declarado su cierre como consecuencia de la Ley. London Fixed Gear and Single Speed, un foro para aficionados a la bicicleta, anunció su cierre alegando el alto coste del cumplimiento legal, junto con Microcosm, proveedor de alojamiento de foros para comunidades sin ánimo de lucro. Algunos sitios, en cambio, han bloqueado a los usuarios del Reino Unido, como la controvertida red de extrema derecha Gab y Civit.ai. Lobsters, un sitio de debate centrado en la programación y la tecnología, anunció que bloquearía a los usuarios del Reino Unido para cumplir con la ley, pero tras un amplio debate decidió no hacerlo.
Las principales empresas tecnológicas han expresado su preocupación por las implicaciones de la Ley para la privacidad y el cifrado de los usuarios. Apple Inc. calificó la legislación como una «grave amenaza» para el cifrado de extremo a extremo, advirtiendo que podría obligar a la compañía a debilitar las funciones de seguridad diseñadas para proteger a los usuarios de la vigilancia. Meta Platforms también declaró que preferiría que sus servicios de WhatsApp y Facebook Messenger se bloquearan en el Reino Unido antes que debilitar los estándares de cifrado.
Algunos sitios web y aplicaciones declararon que introducirían sistemas de verificación de edad para los usuarios en respuesta a la fecha límite del 25 de julio de 2025 establecida por Ofcom. Estos incluyen sitios web pornográficos, pero también otros sitios web y servicios como las redes Bluesky (verificación a través de Kids Web Services (KWS)), Discord, Tinder, Bumble, Feeld, Grindr, Hinge, Reddit (verificación a través de Persona),Twitter y Spotify.

### Respuestas de Wikipedia
Las plataformas de interés público como Wikipedia también han planteado fuertes objeciones, sugiriendo que la legislación podría socavar los sitios web sin fines de lucro y gestionados por la comunidad. Rebecca MacKinnon, de la Fundación Wikimedia, afirmó que la Ley era «severa» y no distinguía entre gigantes tecnológicos comerciales y proyectos de conocimiento público. Tanto la Fundación como Wikimedia UK han rechazado las peticiones de implementar la verificación de edad o la verificación de identidad, alegando preocupaciones sobre la minimización de datos, la privacidad y la independencia editorial. En junio de 2023, emitieron una carta abierta instando a los legisladores a eximir a las plataformas de interés público del ámbito de aplicación de la Ley.
En mayo de 2025, la Fundación Wikimedia interpuso una demanda contra la posible designación como servicio de «categoría uno» bajo la Ley, lo que sometería a Wikipedia a los requisitos más estrictos. La Fundación advirtió que cumplir con la ley comprometería el modelo de edición abierta de Wikipedia e incitaría a la censura o manipulación estatal. The Daily Telegraph informó en julio de 2025 que Wikipedia podría restringir el acceso a los usuarios del Reino Unido si el gobierno insiste en su pleno cumplimiento. El Tribunal Superior de Justicia desestimó la demanda en agosto de 2025.